# Велика уста
Велика уста (енгл. Big Mouth) америчка је анимирана комедија ситуације коју су створили Ендру Голдберг, Ник Крол, Марк Левин и Џенифер Флакет за Netflix. Прати ученике у Њујорку, при чему Крол изражава своје измишљено ја. Истражује пубертет док прихвата отвореност о људском телу и сексу.
По почетку приказивања, добила је позитивцне рецензије критичара, уз похвале за сценарио, анимацију, гласовне улоге, музику, хумор и охрабрујуће поруке прихватања. Спиноф, под насловом Људски ресурси, приказан је 2022. године.

## Радња
Чуда и ужаси пубертета драматично мењају животе пријатеља тинејџера из Њујорка.